# 아이슬란드어의 언어순수주의
아이슬란드어의 언어 순수주의(Linguistic purism in Icelandic)는 아이슬란드를 둘러싼 사회언어학적 현상의 일종이다. 궁극적인 목적인 고대 아이슬란드어와 그 뼈대가 되는 고대 노르드어의 순수성을 보존하고 모든 외래어를 제거하며, 새로운 단어를 기존의 어근으로부터 합성해서 만드는 것이다. 아이슬란드의 언어 순수주의는 아이슬란드어의 황금 시대를 부활시키는데 있으며, 따라서 되도록 옛 모습을 재구 또는 부활시키는데 있기 때문에 복고적이다. 19세기 초, 아이슬란드의 민족주의 운동의 일환으로 시작되었으며, 서서히 아이슬란드의 식민지배국이었던 덴마크어의 요소를 제거해 나갔다. 오늘날에는 주로 영어로부터의 외래어가 그 타겟이 되고 있다. 아이슬란드인들로부터 광범위한 지지를 받고 있으며, 그들의 지배적인 언어관이기도 하다. 정부출자의 아이슬란드어 연구소,아이슬란드 언어협회, 아이슬란드 언어기금, 아이슬란드어의 날 제정등 정부로부터 전폭적인 지지를 받고 있기도 하다.

## 신조어
여러 기관과 개개의 전문가들이 아일랜드 언어 연구소와 함께 새로운 전문어들을 제안하고 만들어낸다. 새로운 낱말을 만들어 낼 때 아이슬란드에서는 쓰이지 않게 된 옛말을 비슷한 뜻으로 다시 바꿔 쓰는 일이 매우 흔하다. 예를 들어 줄,선을 뜻하는 sími라는 말은 전화라는 새 뜻이 부여되었다. 기상학veðurfræði이란 낱말은 날씨veður와 배움fræði이란 말로 이루어져 있다. 많은 낱말이 쉬운 뜻의 낱말이 결합하여 이루어졌기 때문에, 아이슬란드인들은 단어를 형태소로 나누어 다룰 수 있다. 특히 명사와 명사를 결합한 합성법이 매우 흔하다.

## 같이 보기
- 언어 순수주의